# Развеев, Виктор Борисович
Ви́ктор Бори́сович Разве́ев (род. 27 февраля 1954, Уфа, Башкирская АССР, РСФСР, СССР) — бизнесмен, футбольный функционер. В бытность футболистом выступал за команды второй лиги советского футбола. Сезон 1985 года провел в первой лиге в составе куйбышевских «Крыльев Советов». Бывший президент футбольного клуба «Крылья Советов» (Самара).

## Карьера
Воспитанник уфимского футбола. Профессиональную карьеру начал ещё в годы обучения в школе в местном «Уфимце». С 1972 года выступал за «Строитель». Затем проходил службу в армии в составе куйбышевской футбольной команды СКА-16. По возвращении в Уфу снова стал играть за «Строитель». В 1979 году перешёл в ижевский «Зенит».
В конце 1981 года Развеев был приглашён в куйбышевский клуб «Крылья Советов». Дебютировал 2 мая 1983 года в Чебоксарах в матче со «Сталью» (2:1). Первый гол забил 21 июня 1983 года в Нижнем Тагиле во встрече с «Уральцем» (1:1). Быстро стал лидером и капитаном команды. В сезоне 1984 года забил 23 гола, один из которых стал полуторатысячным в истории «Крыльев Советов» (в ворота свердловского «Уралмаша» 27 сентября 1984 года). В 1985 году получил тяжёлую травму. В январе 1986 года сменилось руководство клуба, и, не найдя взаимопонимания с новым тренером В. А. Лукашенко, Развеев принял решение завершить профессиональную карьеру.
За «Крылья Советов» провёл в чемпионатах СССР 102 матча и забил 48 мячей. Всего за карьеру забил 158 голов.

## Клубная статистика
| Выступление               | Выступление      | Выступление      | Лига | Лига | Кубок | Кубок | Итого | Итого |
| Клуб                      | Лига             | Сезон            | Игры | Голы | Игры  | Голы  | Игры  | Голы  |
| ------------------------- | ---------------- | ---------------- | ---- | ---- | ----- | ----- | ----- | ----- |
| Уфимец (Уфа)              | 3 лига           | 1970             | 9    | -    | —     | —     | 9     | 0     |
| Уфимец (Уфа)              | Итого            | Итого            | 9    | -    | —     | —     | 9     | 0     |
| Строитель (Уфа)           | 2 лига           | 1973             | 3    | -    | —     | —     | 3     | 0     |
| Строитель (Уфа)           | 2 лига           | 1975             | 17   | 1    | —     | —     | 17    | 1     |
| Строитель (Уфа)           | 2 лига           | 1976             | 33   | 3    | —     | —     | 33    | 3     |
| Строитель (Уфа)           | Итого            | Итого            | 53   | 4    | —     | —     | 53    | 4     |
| СК имени Н.Гастелло (Уфа) | 2 лига           | 1977             | 33   | 12   | —     | —     | 33    | 12    |
| СК имени Н.Гастелло (Уфа) | 2 лига           | 1978             | 45   | 9    | —     | —     | 45    | 9     |
| СК имени Н.Гастелло (Уфа) | Итого            | Итого            | 78   | 21   | —     | —     | 78    | 21    |
| Зенит (Ижевск)            | 2 лига           | 1979             | 42   | 13   | —     | —     | 42    | 13    |
| Зенит (Ижевск)            | 2 лига           | 1980             | 29   | 15   | —     | —     | 29    | 15    |
| Зенит (Ижевск)            | 2 лига           | 1981             | 30   | 11   | —     | —     | 30    | 11    |
| Зенит (Ижевск)            | 2 лига           | 1982             | 28   | 13   | —     | —     | 28    | 13    |
| Зенит (Ижевск)            | Итого            | Итого            | 129  | 52   | —     | —     | 129   | 52    |
| Крылья Советов            | 2 лига           | 1982             | —    | —    | —     | —     | 0     | 0     |
| Крылья Советов            | 2 лига           | 1983             | 31   | 15   | —     | —     | 31    | 15    |
| Крылья Советов            | 2 лига           | 1984             | 33   | 23   | —     | —     | 33    | 23    |
| Крылья Советов            | 1 лига           | 1985             | 38   | 10   | 1     | 1     | 39    | 11    |
| Крылья Советов            | Итого            | Итого            | 102  | 48   | 1     | 1     | 103   | 49    |
| Всего за карьеру          | Всего за карьеру | Всего за карьеру | 371  | 125  | 1     | 1     | 372   | 126   |

## Бизнес и общественная деятельность
После завершения спортивной карьеры Развеев стал работать спортивным тренером. Через пару лет перешёл на работу в областной совет профсоюзов, где в 33 года стал самым молодым начальником отдела.
С 1989 года занимается бизнесом. Создал Фонд поддержки ветеранов спорта Самарской области. Был коммерческим директором «Сампродторга», имел отношение к ЗАО «Финансовая компания „КМК“». По неофициальной информации, у Развеева были общие бизнес-интересы с генеральным директором ОАО «Самараоблагропромснаб» Алексеем Ушамирским. В начале 2000-х годов скупил земли совхоза «Красный пахарь», часть их в 2006 году продал компании IKEA, другую — в 2008 году под жилищную застройку. В июне 2008 года вместе со своими детьми стал акционером коммерческого банка «Приоритет».
В 2010 году стал исполняющим обязанности президента ПФК «Крылья Советов». В 2011 году стал президентом клуба.
28 мая 2010 года избран председателем Самарской областной федерации футбола.
26 декабря 2011 года Виктор Развеев покинул пост президента «Крыльев Советов» по собственному желанию.

## Личная жизнь
Женат, имеет пятеро детей, четверо внуков. Старший сын — контрабасист Национального оркестра Каталонии.
Брат диссидента (позже — священнослужителя) Бориса Развеева.